# Feuer um Mitternacht
Feuer um Mitternacht ist ein 1977 gedrehter, deutscher Spielfilm von Gustav Ehmck mit überwiegend unbekannten Darstellern.

## Handlung
In einem verschlafenen, kleinen friesischen Inseldorf: Nach dem Selbstmord seines zu Unrecht eines Verbrechens beschuldigten Vaters reagiert Markus Unschlitt zunächst erwartungsgemäß verstört. Dies äußert sich anfänglich noch in harmlosen, kleinen Streichen, dann aber droht Markus dem mutmaßlichen Gegner mit Brandstiftung. Ziel seiner unbändigen Wut ist nämlich der allseits verhasste Leiter für die Kreditvergabe bei der Sparkasse des Dorfes, dem Markus (fälschlicherweise) vorwirft, den Vater in den Tod getrieben zu haben. Seine Freundin Sylvie Tackert vermag diesen nur schwer zu beruhigen. Als es eines Tages, wie es der Filmtitel verrät, tatsächlich zu einem großen Feuer um Mitternacht kommt, fällt natürlich sofort der Verdacht auf Markus. Der Junge hat es schwer, seine Unschuld zu beweisen und droht nun als Brandstifter geächtet zu werden.

## Produktionsnotizen
Die 35 Drehtage umfassenden Dreharbeiten zu der Film-Fernseh-Gemeinschaftsproduktion Feuer um Mitternacht fanden im September und Oktober 1977 in Westerland, Keitum sowie in Ostfriesland statt. Die Fertigstellung der Endfassung erfolgte im März 1978, uraufgeführt wurde Feuer um Mitternacht bereits im Rahmen der Internationalen Filmfestspiele Berlin am 27. Februar 1978. Der Massenstart war in drei Kinos in Hamburg, München und Köln am 8. September 1978.

## Kritiken
„Filme mit jugendlichen Hauptfiguren, vor einigen Jahren noch eine Rarität, scheinen auf dem Vormarsch zu sein. (…) Gustav Ehmck interessiert sich weniger für die psychischen Nöte seines lakonisch widerborstigen Protagonisten, er setzt vielmehr auf die kriminalistischen Effekte dieser durchaus sympathischen Geschichte, die er jedoch so zähflüssig und betulich inszeniert hat, daß die Spannung auf der Strecke bleibt. Ausgezeichnet die Kameraarbeit von Hubs Hagen: Er hält die Atmosphäre eines friesischen Inseldorfes in sonnenlosen, ungemein präzisen Einstellungen fest, die einen mitunter sogar die viel zu aufdringlich eingesetzten Jazzklänge von Gunter Hampe vergessen lassen.“

„Die arg dünne, in die Länge gezogene und mangelhaft realisierte Story eines Jungen, der einen ehemaligen Sparkassenleiter für den Selbstmord seines Vaters verantwortlich macht, ihm einige Streiche spielt und dabei in den Verdacht der Brandstiftung gerät.“